# Championnats panaméricains de BMX freestyle 2024
Navigation
Édition précédente Édition suivante
Les championnats panaméricains de BMX freestyle 2024 ont lieu le 3 novembre 2024 à Santiago au Chili,. 

## Podiums

### BMX Freestyle Park
| Épreuves | Or              | Argent              | Bronze             |
| -------- | --------------- | ------------------- | ------------------ |
| Hommes   |                 |                     |                    |
| Élites   | José Torres Gil | Juan Caicedo        | Luis Rincón        |
| Femmes   |                 |                     |                    |
| Élites   | Macarena Perez  | Queensaray Villegas | Lizsurley Villegas |

### BMX Freestyle Flatland
| Épreuves | Or                   | Argent      | Bronze           |
| -------- | -------------------- | ----------- | ---------------- |
| Hommes   |                      |             |                  |
| Élites   | Jean William Prévost | Jaime Pérez | Gonzalo Bellanti |